# Neapeljska stolnica
Neapeljska stolnica (italijansko Duomo di Napoli; neapeljsko Viscuvato 'e Napule) ali stolnica Marijinega vnebovzetja (italijansko Cattedrale di Santa Maria Assunta) je rimskokatoliška stolnica, glavna cerkev Neaplja v južni Italiji in sedež neapeljskega nadškofa. Splošno znana je kot stolnica svetega Januarija (Cattedrale di San Gennaro), v čast mestnemu zavetniku.

## Zgodovina
Današnjo stolnico v anžuvinskem gotskem slogu (italijansko gotico angioino) je dal zgraditi kralj Karel I. Anžujski. Gradnja se je nadaljevala med vladavino njegovega naslednika Karla II. (1285–1309) in je bila dokončana v začetku 14. stoletja pod Robertom Anžujskim. Zgrajena je bila na temeljih dveh paleokrščanskih bazilik, katerih sledi so še vedno dobro vidne. Pod stavbo so izkopavanja razkrila grške in rimske artefakte.
Nadškofova palača meji na stolnico.

## Opis

### Zunanjost
Pročelje je bilo prenovljeno v poznem 19. stoletju po načrtih Enrica Alvina; vendar pa stolpa na obeh straneh, ki jih je prvotno načrtoval, nista bila zgrajena. Prvotni kiparski okras iz srednjega veka Tina di Camaina in Antonia Baboccia da Piperna je še vedno skoraj izviren, zlasti na glavnem portalu in obeh stranskih vhodih. Druge figure in skulpture so dodali kiparji s konca 19. stoletja.
Pravico treh portalov je tradicionalno dovoljeno odpreti le ob posebnih priložnostih, kot so: med festivali sv. Januarija ali (teoretično) ob porokah družine Capece Minutolo.

### Notranjost
Mešanica različnih slogov daje notranjosti samosvoj značaj. Ima obliko latinskega križa z glavno in dvema stranskima ladjama, k katerima se pridružujejo različne stranske kapele. Stranski in osrednja ladja so ločene z 8 ogromnimi stebri, v katerih vznožju so vgrajeni starorimski stebri. Stene in stebri so oblečeni v marmor krem barve s sivimi lisami, obložen z belim marmorjem na okvirjih, vencih in lokih ter z belim štukatnim okrasjem. Osrednja ladja je dolga okoli 100 m in široka okoli 48 m.
Barvni in delno pozlačeni kasetiran strop iz 17. stoletja je okrašen s petimi velikimi prizori iz Jezusovega otroštva v olju na platnu: Čaščenje pastirjev Giovannija Balduccija, Čaščenje Trh kraljev Giovannija Vincenza da Forlìja, Obrezovanje Flaminija Allegrinija in končno Oznanjenje in daritev v templju Girolama Imparata. Na stenah osrednje ladje med stebri in zgoraj med okni so medaljoni s freskami Luce Giordana, zgoraj apostoli in cerkveni očetje ter spodaj sveti zavetniki Neaplja. V 17. in 18. stoletju so bile na šestnajstih stebrih pritrjene edikule z doprsnimi kipi prvih neapeljskih škofov.
Na vhodni fasadi so grobnice Karla I. Anžujskega, Karla Martela Anžujskega, madžarskega kralja, in njegove žene Klemenze Habsburške. Leta 1599 jih je pri Domenicu Fontani naročil podkralj Enrique de Guzmán, da bi nadomestili uničene izvirnike iz 14. stoletja.
Spodnji del krstnega kamna pod prvo arkado na levi strani sestavlja helenistična antična skleda iz črnega egipčanskega bazalta, vrh iz brona in večbarvnih marmornih inkrustacij pa je datiran v leto 1618.[4]
V zadnji arkadi pred transeptom sta na desni in levi nasprotni galeriji z dvema zgodovinskima orgelskima vitrinama iz 18. stoletja. Pod desno galerijo se dviga marmornata prižnica z reliefom Annibala Caccavella (pripisan), pod levo galerijo orgel gotski baldahin škofovskega prestola (cattedra episcopale) s konca 14. stoletja.

### Transept
Transept je nekoliko višji od glavne ladje in je bil med obnovami v 19. stoletju spremenjen v neogotsko smer. Tudi tukaj je kasetiran strop iz 17. stoletja s slikami Forlija (Jezusovo prikazanje Mariji), Balduccija (Vstajenje in Binkošti), pa tudi dva prizora, ki ju pripisujejo poznim manierističnim mojstrom lokalne šole (Jezusovo prikazanje apostolom in Kronanje Device Marije).
Na stenah se nadaljuje serija medaljonov Luce Giordana s svetimi zavetniki Neaplja iz ladje; cikel je zaključil Francesco Solimena, od katerega prihajata dve sliki.
V transeptu je osem stranskih kapel, štiri na steni prezbiterija (dve na desni in dve na levi) in štiri na glavni steni (ena na levi in tri na desni).

#### Levi transept
Levo od kora je Cappella Galeota (ali del Santissimo Sacramento), z grobnicami družine Galeota, ki sta jih ustvarila Cosimo Fanzago in Lorenzo Vaccaro, slika Andrea di Lioneja in Madona z otrokom Pietra Befulca (16. stoletje).
Posebno zanimiva je druga kapela, posvečena svetemu Lovrencu, imenovana tudi Capella degl’Illustrissimi. Naročil jo je nadškof Umberto d'Ormonte okrog leta 1320 in ima na stenah ostanke freske, ki jo pripisujejo Lellu da Orvietu, zlasti Jessejevo srevo (imenovano tudi Drevo življenja (Albero della vita)).
Na zadnji levi steni transepta visijo poslikana orgelska krila, s katerimi je bilo mogoče zapreti nekdanje orgle iz let 1549 in 1652. Krila renesančnih orgel je naslikal Giorgio Vasari, na levi lahko vidite jaslice, na desni pa sedem zavetnikov Neaplja; same orgle so bile prenesene v cerkev Santa Maria la Nova v 18. stoletju, ko so bile zgrajene nove orgle, tukaj so ostala le krila.
Z levega transepta se pride do zakristije (prej Cappella di San Ludovico), ki jo je v 18. stoletju v baročnem slogu prenovil Filippo Buonocore. Stropna slika San Gennaro moli k Trojici je delo Santola Cirilla. Stene je okrasil Alessandro Viola s tondi portretov vseh neapeljskih nadškofov, uokvirjenih v okvirje iz štukature. Obstajajo tudi slike Aniella Falconeja in Giovannija Balduccija.

#### Desni transept
Desno od kora, v smeri urinega kazalca, sta: na strani kora kapela Sant’Aspreno in kapela Minutolo; in na glavni steni tri kapele dell’Assunta (Marijino vnebovzetje), dell’Annunziata (Marijino oznanjenje) in della Maddalena.
Kapela Minutolo v kotu je najbolj ohranila svoj gotski videz iz 14. stoletja. Tukaj je grob Filippa Minutola, ki je omenjen v Boccacciovem Dekameronu v noveli Andreuccia da Perugie. Marmorna tla so iz 13. stoletja, freske sta ustvarila Montano d'Arezzo (1285–1290) in anonimni umetnik.

### Kor in apsida
Glavna kapela v apsidi je rezultat različnih predelav v 16. in 18. stoletju. Od leta 1714 dalje je Paolo Posi podaljšal korni prostor in znižal obokan strop. Vse skupaj očitno navdihuje Berninijeva Cattedra Petri v baziliki svetega Petra. Relikvije svetnikov Agripina, Akucija in Evtihija so shranjene v glavnem oltarju; kiparsko skupino Vnebohoda je ustvaril Pietro Bracci leta 1739 (ustvarjalec Vodnjak Trevi). Korne klopi so delo Marc’Antonija Ferrara.
Freske v oboku in na desni strani je naslikal Stefano Pozzi, prizor prenosa relikvij svetih Acuzio in Eutiche iz Pozzuolija v Neapelj na levi strani je delo Corrada Giaquinta.

### Succorpo (kripta)
Pod korom je Cappella del Succorpo ali kripta (imenovana tudi Confessione di San Gennaro ali Cappella Carafa), do katere se dostopa po dveh stopnicah v bližini balustrade korne kapele.
Gre za renesančno delo, ki je nastalo med letoma 1497 in 1506 po naročilu kardinala Oliviera Carafe. Zagotovil je, da so relikvije svetega Gennara, ki so bile od leta 831 v Santuario di Montevergine v Avellinu, pripeljane v Neapelj.
Nekateri strokovnjaki menijo, da je kapela delo Bramanteja, drugi podatki pa kažejo na lombardskega umetnika Tommasa Malvita kot avtorja. Prostor je z marmornimi stebri razdeljen na tri ladje: v sredini je kip kardinala Oliviera Carafe v molitvenem položaju. Celotna soba, vključno s tlemi in kasetiranim stropom, je okrašena z dragocenim polikromiranim marmornim okrasjem in grotesknimi reliefi. Relikviarij San Gennaro je v niši apside.

## Umetnine
Stolnica omogoča dostop do arheoloških ostankov v kripti sosednje prvotne paleokrščanske cerkve Santa Restituta, kjer je grški zid, ki pripada Apolonovemu templju, v opus reticulatum. Pod apsido je viden peristil poznocesarskega domusa; tudi odsek rimskega akvadukta po ustanovitvi mesta in odsek grške ceste na nagnjeni ravnini.
Druga zanimivost notranjosti je Kraljeva kapela zaklada sv. Januarija s freskami Domenichina in Giovannija Lanfranca, oltarnimi slikami Domenichina, Massima Stanzioneja in Jusepeja Ribere, bogatim velikim oltarjem Francesca Solimena, bronasto ograjo Cosima Fanzaga in drugimi umetniškimi deli, vključno z relikviarijem francoskih mojstrov iz 14. stoletja.
Druga umetniška dela so Marijino vnebovzetje Pietra Perugina, platna Luce Giordana in paleokrščanska krstilnica z mozaiki iz 4. stoletja. Glavna kapela je obnova iz 18. stoletja z baročnim reliefom Pietra Braccija. Kapela Minutolo, omenjena v Boccacciovem Dekameronu, ima freske iz 14. stoletja.
Kripta je delo Lombardca Tommasa Malvita. Fasado je predelal Enrico Alvino v poznem 19. stoletju, vendar ohranja portal iz 15. stoletja, vključno z nekaterimi skulpturami Tina da Camaina.

## Čudež krvi
V cerkvi je posoda s krvjo svetega Januarija, ki jo prinesejo trikrat na leto, prvo soboto v maju, 19. septembra in 16. decembra, ko se posušena kri običajno utekočini. Če se kri ne utekočini, potem legenda pravi, da bo Neapelj doletela katastrofa.
Nedavna hipoteza Garlaschellija, Ramaccinija in Della Sala je, da viala vsebuje tiksotropni gel, pojasnen tudi v seriji Blood Miracle Riddles of the Dead na National Geographic Channel. Pri takšni snovi se viskoznost poveča, če je ne mešamo, in zmanjša, če jo mešamo ali premikamo. Raziskovalci so posebej predlagali suspenzijo hidriranega železovega oksida, FeO(OH), ki ponazarja barvo in obnašanje 'krvi' v ampuli. Suspenzijo je mogoče pripraviti iz preprostih kemikalij, ki bi bile lahko dostopne lokalno že od antike. 21. marca 2015 se je med obiskom papeža Frančiška zdelo, da se je kri v viali utekočinila. To so vzeli kot znak svetnikove naklonjenosti papežu. Kri se ni utekočinila, ko je leta 2007 obiskal papež Benedikt XVI.